# (4069) Blakee
(4069) Blakee ist ein Hauptgürtelasteroid, der am 7. November 1978 von Eleanor Helin und Schelte John Bus vom Palomar-Observatorium aus entdeckt wurde.
Der Asteroid wurde nach dem US-amerikanischen Astronomen Lawrence E. Blakee benannt.